# Beachdog
Beachdog est un groupe néerlandais de post-punk, originaire d'Utrecht.

## Histoire
Le groupe est formé en 2021 par David Achter de Molen, ancien chanteur de John Coffey. En 2021, ils sortent le single Crawl in Pieces en format vinyle 7",, suivi de leur premier album éponyme en 2022. Le groupe s'est produit dans divers festivals, notamment le Jera on Air, l'Appelpop, le Paaspop et le Zwarte Cross en 2022.

## Style musical
Tim Veerwater de OOR considère entendre du John Coffey sur l'album avec des chansons penchant vers le punk, mais a surtout entendu du grunge.

## Discographie
- 2021 : Crawl in Pieces (single)
- 2022 : Beachdog (album)